# Pselliophora annulipes
Pselliophora annulipes är en tvåvingeart som beskrevs av Günther Enderlein 1921. Pselliophora annulipes ingår i släktet Pselliophora och familjen storharkrankar. Inga underarter finns listade i Catalogue of Life.